# Nikołaj Ożegin
Nikołaj Afanasjewicz Ożegin (ros. Николай Афанасьевич Ожегин, ur. 4 maja 1971) – rosyjski judoka. Olimpijczyk z Atlanty 1996, gdzie zajął piąte miejsce w wadze ekstralekkiej.
Mistrz świata w 1995; siódmy w 1997. Startował w Pucharze Świata w latach 1993, 1996-2000. Trzeci na igrzyskach dobrej woli w 1994. Piąty na mistrzostwach Europy w 1996 i 1998, a trzeci w drużynie w 1993. Mistrz Rosji w 1994 i 1999; drugi w 1992; trzeci w 1993 roku.

## Letnie Igrzyska Olimpijskie 1996
| Konkurencja | Eliminacje          | Eliminacje              | Repasaże                 | Repasaże               | Repasaże              | Finały                    | Klas. końcowa |
| Konkurencja | Przeciwnik I        | Przeciwnik II           | Przeciwnik I             | Przeciwnik II          | Przeciwnik III        | o 3 miejsce               | Miejsce       |
| ----------- | ------------------- | ----------------------- | ------------------------ | ---------------------- | --------------------- | ------------------------- | ------------- |
| 60 kg       | Makrem Ayed (TUN) Z | Tadahiro Nomura (JPN) P | Leonardo Carcamo (HON) Z | Ammar Murajdża (ALG) Z | Nigel Donohue (GBR) Z | Richard Trautmann (GER) P | 5.            |